# جین لادلو
جین لادلو (انگلیسی: Jayne Ludlow؛ زادهٔ ۷ ژانویهٔ ۱۹۷۹) بازیکن فوتبال اهل بریتانیا است.
از باشگاه‌هایی که در آن بازی کرده‌است می‌توان به باشگاه فوتبال ساوت‌همپتون، باشگاه فوتبال آرسنال، تیم فوتبال زنان آرسنال، و باشگاه فوتبال میلوال اشاره کرد.
وی همچنین در تیم ملی فوتبال زنان ولز بازی کرده‌است.